# Severino (álbum)
Severino es el séptimo álbum de estudio de la banda de rock brasileña Os Paralamas do Sucesso. Fue producido por Phil Manzanera y lanzado en el año 1994. Es un álbum con muchas influencias del nordeste de Brasil, letras políticas y melodías que componen los aficionados extranjeros. 
Comercialmente fue un fracaso; solo se vendieron unas 55.000 copias, a pesar de haber sido bien recibido en Argentina y Latinoamérica bajo el nombre de Dos margaritas y tener una buena gira, creando el próximo álbum. «El vampiro bajo el sol» tiene el acompañamiento del guitarrista británico Brian May y la colaboración del músico argentino Fito Páez .

## Personal
Os Paralamas do Sucesso:
- Bi Ribeiro (1961-): bajo
- Herbert Vianna (1961-): guitarra y voz
- João Barone (1962-): batería y percusión

Músicos invitados:
- Brian May: guitarra en «El vampiro bajo el sol»
- Egberto Gismonti: piano y sintetizador en «Casi un segundo»
- Fito Páez: piano en «Vamo batê lata»
- Linton Kwesi Johnson: voz (en inglés) en «Navegar impreciso»
- Tom Zé: en «Músico»

## Lista de canciones
| N.º | Título                   | Escritores                                                 | Músico invitado | Duración |
| --- | ------------------------ | ---------------------------------------------------------- | --- | -------- |
| 1   | «Não me estrague o día»  | letra: Herbert Vianna; música: Bi Ribeiro y Herbert Vianna | João Barone: surdo y platos; Bi Ribeiro y Herbert Vianna: programación de batería electrónica, bajo eléctrico y teclados; Herbert Vianna: voces y guitarra eléctrica; Eduardo Lyra: percusión | 2:18     |
| 2   | «Navegar impreciso»      | Herbert Vianna                                             | João Barone: hi-hat y platos; Herbert Vianna: guitarra eléctrica, programación de batería, bajo eléctrico y teclados; Demétrio Bezerra, Senô Bezerra y Monteiro Junior: vientos de metal; Eduardo Lyra: percusión; Geoff Davis: vientos (caño de PVC); Linton Kwesi Johnson: voz; Tom Zé: voz y efectos especiales. | 3:23     |
| 3   | «Varal»                  | Herbert Vianna                                             | João Barone: platos, triángulo y caja; Herbert Vianna: voces, teclados, guitarra de 10 cuerdas, guitarra eléctrica, sintetizador y slide; Eduardo Lyra: percusión | 3:40     |
| 4   | «Réquiem do pequeno»     | Herbert Vianna                                             | João Barone: batería; Herbert Vianna: voz, bajo, guitarra, guitarra de 12 cuerdas, e-bow y piano; Eduardo Lyra: percusión | 2:53     |
| 5   | «Vamo batê lata»         | Herbert Vianna                                             | João Barone: batería; Bi Ribeiro: bajo eléctrico; Herbert Vianna: voz y guitarra; Bosco de Oliveira: lata de pintura y xequerê; Demétrio Bezerra, Senô Bezerra y Monteiro Junior: vientos de metal; Eduardo Lyra: percusión; Genserico: balde; Kevin Lamb: clavinet (clavecín electrónico)                          | 2:56     |
| 6   | «El vampiro bajo el sol» | letra: Herbert Vianna; música: Fito Páez                   | João Barone: batería y coro; Bi Ribeiro: bajo eléctrico y coro; Herbert Vianna: voz, guitarra rítmica y coro; Brian May: solo de guitarra, guitarra rítmica y coro; Eduardo Lyra: percusión; Fito Páez: piano; Reggae Philarmonic Orchestra: cuerdas                                                                | 3:14     |
| 7   | «Músico»                 | letra: Tom Zé; música: Bi Ribeiro y Herbert Vianna         | João Barone: batería; Bi Ribeiro: bajo eléctrico; Herbert Vianna: guitarras, voces y programación de teclados; Eduardo Lyra: percusión; Geoff Davis: serrote; Reggae Philarmonic Orchestra: cuerdas | 3:14     |
| 8   | «Dos margaritas»         | letra: Herbert Vianna; música: Herbert Vianna y Bi Ribeiro | João Barone: batería; Herbert Vianna: voces; Chico Neves, Bi Ribeiro y Herbert Vianna: programación de batería electrónica, bajo eléctrico, teclados y guitarras; Eduardo Lyra: percusión; Monteiro Junior: saxos                                                                                                   | 3:06     |
| 9   | «O río Severino»         | Herbert Vianna                                             | João Barone: batería; Bi Ribeiro: bajo eléctrico; Herbert Vianna: voz, guitarra y guitarra de 12 cuerdas; Eduardo Lyra: percusión | 2:54     |
| 10  | «Cagaço»                 | Herbert Vianna                                             | João Barone: batería; Bi Ribeiro: bajo eléctrico; Herbert Vianna: voz y guitarra; Bi Ribeiro y Herbert Vianna: programación de batería electrónica, bajo eléctrico y teclados; Demétrio Bezerra, Senô Bezerra y Monteiro Junior: vientos de metal                                                                   | 3:38     |
| 11  | «O amor dorme»           | Herbert Vianna                                             | Eduardo Lyra: percusión; João Barone: batería; Bi Ribeiro: bajo eléctrico; Herbert Vianna: guitarra acústica de nailon, guitarra eléctrica y voz; Phil Manzanera: solo de guitarra | 3:09     |
| 12  | «Go back»                | Sérgio Britto/Torquato Neto (adaptada por Martim Cardoso)  | | 3:05     |
| 13  | «Casi un segundo»        | Herbert Vianna (adaptada por Martim Cardoso)               | Egberto Gismonti: piano de cola y sintetizador (cuerdas); Herbert Vianna: voz | 5:23     |